# Kronofogdedistrikt
Kronofogdedistrikt var en i Sverige använd indelning för utsökningsväsendet som ersatte de tidigare landsfiskalsdistrikten samt, för de städer som stod utanför landsfiskalsdistrikt, stadsfogdarna. Den 1 januari 1965 trädde rikets indelning i kronofogdedistrikt i kraft, och i landet bildades 81 sådana distrikt. I varje kronofogdedistrikt fanns en kronofogdemyndighet, och chefen för en kronofogdemyndighet var en kronofogde, ett ämbete som återinrättats efter det hade upphört 1918. I Stockholms, Göteborgs och Malmö kronofogdedistrikt hade kronofogden titeln kronodirektör.